# Josha Stradowski
Josha Stradowski (Róterdam, Países Bajos, 7 de agosto de 1995) es un actor neerlandés conocido por interpretar a Rand al'Thor en la serie La rueda del tiempo (2021), y al piloto de carreras Nicholas Capa en la película Gran Turismo (2023).

## Carrera
Josha Stradowski nació el 1 de enero de 1995, de ascendencia neerlandesa y polaca. Empezó a actuar en 2006 en producciones teatrales locales como Kuifje: De Zonnetempel, Ciske de Rat y Sonrisas y lágrimas. Debutó en televisión en la serie juvenil titulada Naranjina en de Kadekapers. A partir de 2011 comenzó un papel recurrente en la serie juvenil holandesa SpangaS. En 2012, participó en la serie de televisión Dokter Tinus, y en Verborgen Verhalen. También apareció en las obras Gender y Bromance con el Oostpool Theater Group, y en Edipo en el Internationaal Theater Amsterdam.
En 2018, se graduó en interpretación en la Escuela de Teatro AHK de Ámsterdam. Ese mismo año, protagonizó la película en neerlandés Just Friends. La película ganó el People's Choice Award 2018 en el Perth International Queer Film Festival y el Audience Choice Award 2018 en el OUT at the Movies International LGBT film fest.
En agosto de 2019, fue elegido para interpretar a Rand al'Thor en la serie de La rueda del tiempo, basada en la serie de libros de fantasía homónima de Robert Jordan y Brandon Sanderson.  La serie ha recibido elogios de la crítica, con una puntuación del 83 % en Rotten Tomatoes.
En 2020, protagonizó la serie en neerlandés High Flyers, que se anunciaba como la «Top Gun» neerlandesa. Al año siguiente, fue fichado por la agencia de gestión de talentos Range Media Partners.
En 2023, apareció en Gran Turismo, una película basada en la serie de videojuegos de simulación de carreras de Playstation del mismo nombre, como el antagonista Nicholas Capa.

## Filmografía

### Cine
| Año  | Título       | Personaje     | Notas |
| ---- | ------------ | ------------- | ----- |
| 2023 | Gran Turismo | Nicholas Capa |       |

### Televisión
| Año          | Título                     | Personaje     | Notas                  |
| ------------ | -------------------------- | ------------- | ---------------------- |
| 2011         | Naranjina en de kadekapers | Freddie       |                        |
| 2011–2012    | SpangaS                    | Pascal Roozen | 27 capítulos           |
| 2012         | Verborgen verhalen         | Wil           | 1 capítulo             |
| 2018         | Just Friends               | Joris         | Telefilme              |
| 2020         | Hoogvliegers               | Rutger de Man | Principal, 8 capítulos |
| 2021–present | La rueda del tiempo        | Rand al'Thor  | Principal              |